# Лун Ун
Лун Ун (англ. Loung Ung, кхмер. អ៊ឹង លឿង; род. 1970, Пномпень, Камбоджа) — американская писательница, преподаватель и общественный деятель камбоджийского происхождения, участница правозащитного движения США и за рубежом, национальный пресс-секретарь международной кампании по разминированию «Мир без мин» (англ. Landmine-Free World). В 1997—2003 гг. занимала ту же должность будучи членом международного движения за запрет противопехотных мин (деятельность которого в 1996 году была отмечена Нобелевской премией мира), связанного с фондом ветеранов вьетнамской войны США. Помимо этого, является активисткой движения против домашнего насилия в штате Мэн (США).
Известна как автор мемуаров, в которых она описывает трагические события первых лет своей жизни, а также преступления против её народа, совершённые коммунистическим режимом «красных кхмеров» во время геноцида в Камбодже 1975—1979 гг. ( количество жертв которого по разным оценкам составило от 1 до 3 миллионов человек). В настоящее время Лун Ун замужем и проживает в Шейкер Хайтс — пригороде Кливленда, штат Огайо (США).

## Биография

### Первые годы жизни (1970—1975)
Ун родилась в 1970 году в Пномпене (Камбоджа), точная дата её рождения неизвестна, так как после прихода к власти «красные кхмеры» уничтожили многие записи о рождении людей в разных городах Камбоджи. Ун была шестым ребенком (и третьей из четырех девочек) в семье из семерых детей. Её братьями и сестрами были (по старшинству):
1. Менг
2. Хой
3. Киеу † — умерла от отравления в 1977 году
4. Ким
5. Чоу
6. Лун
7. Геак † — пропала без вести в 1978 году

Отец Лун — Сем Ин Ун, — родился в 1931 году в небольшой деревне Тро Нуон в провинции Кампонгтям. Мать — Ай Чхон Ун, — была китаянкой и переехала с семьей в Камбоджу еще маленькой девочкой. Они поженились против воли её родителей, и в дальнейшем жили со своими детьми в квартире на третьем этаже в центре оживлённого Пномпеня. Из-за большого стажа работы в правительстве Сианука, отец Ун был насильно призван на работу в правительство Лон Нола, став высокопоставленным офицером военной полиции. Мать Ун не работала и занималась домашним хозяйством.
Семья Ун жила весьма зажиточно — у них было два автомобиля и грузовик, в доме был водопровод, канализация, и железная ванна. В квартире был телефон, а также семья ежедневно пользовалась услугами горничной. Всей семьей они смотрели фильмы в близлежащем кинотеатре и ходили на плавание в бассейне в местном спортклубе. По её собственному признанию, Лун вела счастливую и беззаботную жизнь в дружной и любящей семье, пока 17 апреля 1975 года «красные кхмеры» не захватили власть в Камбодже и не эвакуировали Пномпень.

### Эвакуация (1975)
Лун играла во дворе, когда в город вошли солдаты полпотовской армии. Населению более чем двухмиллионного Пномпеня было объявлено о принудительной эвакуации «ввиду возможных бомбардировок авиацией США». Родители Ун погрузили нажитое в студебекер и отправились в путь. Когда у грузовика закончилось топливо, они оставили часть вещей, и продолжили путь в огромной пешей колонне из других эвакуированных. По пути они остановились на ночлег в чистом поле. Отец Лун представился главой крестьянской семьи, что позволило ему получить пропуск на КПП в Ком Баул и при этом избежать задержания — новые власти видели в горожанах потенциальных врагов, так многие эвакуированные были убиты полпотовцами при попытке бежать в сельскую местность. На седьмой день пути семью Ун отыскал их родной дядя, который согласился довести их по железной дороге в деревню Кранг Труоп.
Семья Ун пробыла там лишь пару месяцев — глава семейства опасался, что другие эвакуированные из Пномпеня узнают его и выдадут «красным кхмерам». Он хотел увезти семью в Баттамбанг, в деревню к бабушке Лун, однако полпотовцы не позволили ему осуществить задуманное. Вместо этого семью Ун, вместе с тремястами семьями эвакуированных, насильно пригнали в деревню Англунтмор, где они находились в течение пяти месяцев. За это время более половины из вновь прибывших умерли от голода и болезней. Осознавая, что раскрытие его связей с режимом Лон Нола станет неизбежно, отец Лун стал умолять надзирателей вывезти его семью оттуда. «Красные кхмеры» приказали ему направляться в Ро Леап, куда в тот же день прибыло около шестидесяти семей.

### Трудовой лагерь (1976—1978)

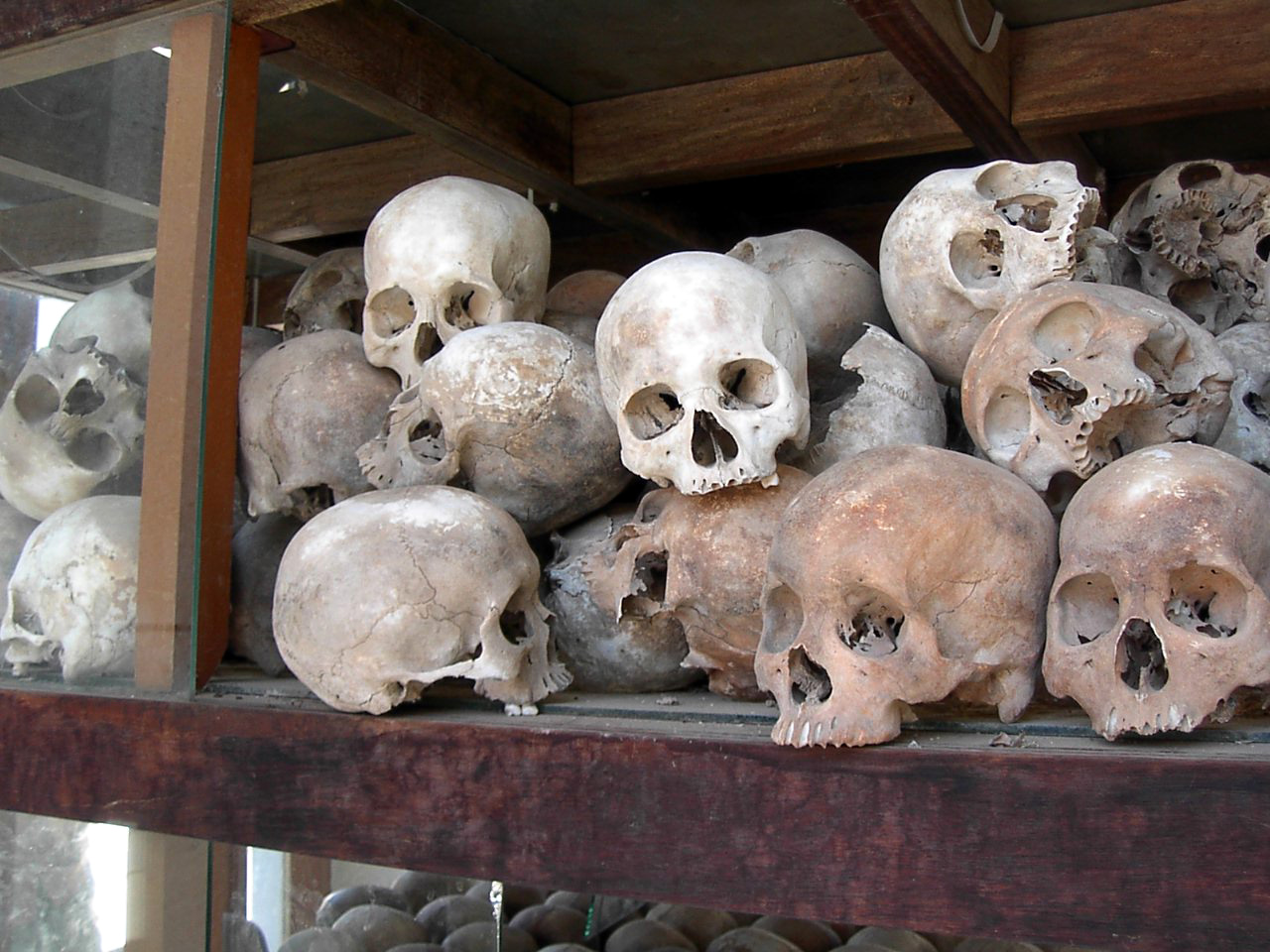
Черепа жертв террора красных кхмеров

Ро Леап стал новым домом для семьи Ун в течение последующих 18 месяцев. Отрезанные от внешнего мира и живущие в постоянном страхе, они были вынуждены работать от рассвета до заката за чашку риса или жидкой баланды. Постоянный голод и изнеможение стали частью их новой жизни в деревне, которую и день и ночь патрулировали полпотовские солдаты — соансроки. Спустя пару месяцев после их прибытия в деревню семью разделили: старший из братьев Ун — 18-летний Мен, 16-летний Хоу, а также её старшая сестра, 14-летняя Киеу были направлены на работу в другие лагеря. Спустя полгода Киеу умерла от отравления в трудовом лагере для подростков Конг Ча Лат, а в декабре двое солдат пришли к хижине Ун и потребовали от её отца помочь освободить застрявший фургон; с тех пор его больше никто не видел.
Лун, её брат — 11-летний Ким, а также две её сестры — 9-летняя Чжоу и 4-летняя Геак оставались со своей матерью в Ро Леапе до мая 1977 года. От голодной смерти их спасли Менг и Хоу, приносившие немного пищи из трудового лагеря. Ким, рискуя жизнью, по ночам воровал кукурузу со склада с урожаем, который охраняли солдаты. Майской ночью 1977 года Ай услышала крики, доносившиеся из соседского дома, после чего семья, жившая в нём бесследно исчезла. Напуганная случившимся Ай уговорила Лун и Чжоу притвориться сиротами и больше не возвращаться в лагерь. Лун и Чжоу нашли приют в детском лагере неподалеку от Ро Леап, где им поверили и даже выдали дополнительный паёк, а августе 1977 года семилетнюю Лун мобилизовали в солдаты.
Последующие семнадцать месяцев Ун провела в военном лагере, где её учили сражаться с вьетнамцами. Осенней ночью 1978 года она без разрешения командования покинула расположения лагеря и вернулась в Ро Леап, в надежде встретить там сестру и мать. Однако по прибытии она нашла хижину заброшенной, хотя все вещи её родственников оставались на своих местах. Соседка рассказала ей, что Ай и Геак увези полпотовцы, и с тех пор их больше никто не видел.
В январе 1979 года вьетнамская армия освободила Пномпень и продолжила наступление на запад Камбоджи. Артиллерийские удары по лагерю, где жила Ун, вынудили находившихся там спасаться бегством. В начавшейся суматохе, её брат Ким и сестра Чоу смогли отыскать Ун на дороге и вместе они пешком отправились в город Поусат, останавливаясь только на еду и ночлег. Через несколько дней им удалось найти приют в лагере беженцев, который находился под контролем дружественных вьетнамских войск. Лагерь регулярно подвергался нападениям полпотовцев, а девятилетняя Лун стала маленьким свидетелем ужасов новой войны.

## Жизнь в США (1980—2011)

### Карьера

Лун Ун на встрече с пациентами детского реабилитационного Киен Клеанга в Пномпене. 1990-е годы

В 1995 году впервые за 15 лет посетила Камбоджу. Ей удалось выяснить, что большинство её родственников были убиты или погибли в годы правления «красных кхмеров». Через некоторое время по возвращении в США, Ун переехала жить в округ Колумбия, где в конце 1996 года устроилась на работу в Фонд ветеранов вьетнамской войны (Ассоциацию ветеранов Вьетнама) — международную благотворительную организацию, оказывающую помощь больницам и реабилитационным центрам во многих странах мира, в том числе и в Камбодже.
В 2005 году Лун совершила свою двадцать пятую поездку в Камбоджу, на этот раз в качестве представителя Ассоциации ветеранов Вьетнама в рамках международной кампании по запрету противопехотных мин. С 1991 года ассоциация помогла более 15 000 пострадавшим вернуться к нормальной жизни. Председатель Фонда ветеранов, Бобби Мюллер, неоднократно отмечал значительный вклад Лун в деятельность их организации, а в 1997 году деятельность ассоциации была отмечена Нобелевской премией мира.
Лун, Мен и Ким вернулись в Бат Дэн в 1998 году, чтобы встретиться с Хоу, Чжоу и другими оставшимися в живых родственниками, в том числе и с их 88-летней бабушкой. Ун провела похоронную церемонию в память о своих родителях, павших от рук полпотовцев, в церемонии приняли участие сотни родственников и друзей Ун. Два года спустя была опубликована её первая книга. В 2002 году Ун вышла замуж за своего однокурсника — Марка Праймера. Её вторая книга вышла в 2005 году.

### В настоящее время
Ниже приведен фрагмент статьи «Cambodian refugee had new difficulties after move to U.S.» опубликованной в Nashua Telegraph 17 апреля 2005 года:

Оригинальный текст (англ.)Ung recently moved to suburban Cleveland where her husband grew up. He knows, though, that someday he'll probably be living in Cambodia where Ung owns 2½ acres and plans to build a home. For now, she keeps plenty of reminders of the country in her fourth-floor home office — a statue of Buddha, a photograph of a palm tree and rice field that she feels captures the country's beauty. Her office overlooks a wood deck that has been painted rusty red to remind her of the soil of her native home. She's working on her first novel, set in 1148 in Cambodia. She's shy about revealing the plot. Again, she's sure it will only sell 10 copies.

## Мемуары
From 1975 to 1979—through execution, starvation, disease, and forced labor—the Khmer Rouge systematically killed an estimated two million Cambodians, almost a fourth of the country's population. This is a story of survival: my own and my family's. Though these events constitute my own experience, my story mirrors that of millions of Cambodians. If you had been living in Cambodia during this period, this would be your story too.

## Критика
Первая книга Ун была подвергнута резкой критике со стороны представителей камбоджийской диаспоры США, многие из которых сочли книгу скорее художественным произведением, нежели достоверной автобиографией. Ун обвиняли в искажении образа камбоджийского народа, навязывании этнических стереотипов в пользу самовозвеличивания и излишней драматизации для поднятия продаж. Одним из доводов её оппонентов является то, что в силу своего возраста (на момент прихода к власти «красных кхмеров» в 1975 году Ун было всего пять лет), она не смогла бы запомнить происходящее так подробно, как это описано в её книге.
Критики отмечают нестыковки при описании некоторых событий. Так, в первой книге Ун опубликовано семейное фото 1973—1974 гг. с подписью: «на экскурсии в Ангкор-Вате». Однако в то самое время в стране полным ходом шла гражданская война, провинция Сиемреап (где расположен Ангкор-Ват) находилась под контролем «красных кхмеров» ещё с 1973 года, а сам комплекс был недоступен для туристов. По мнению критиков, в действительности такого быть не могло, а на фото вероятно запечатлен монастырь Ват Пном в Пномпене. Это приводится в качестве доказательства недостоверности воспоминаний Ун.

### Рецензии
- Juliet Wittman. “Lulu in the Sky:A Daughter of Cambodia Finds Love, Healing, and Double Happiness” by Loung Ung (англ.). The Washington Post (25 мая 2012).
- “Lulu in the Sky: A Daughter of Cambodia Finds Love, Healing, and Double Happiness” by Loung Ung (англ.). Kirkus Reviews (15 марта 2012).
- Angela Carstensen. “Lulu in the Sky: A Daughter of Cambodia Finds Love, Healing, and Double Happiness” by Loung Ung (англ.). School Library Journal (27 апреля 2012).
- Rick Roche. “Lulu in the Sky: A Daughter of Cambodia Finds Love, Healing, and Double Happiness” by Loung Ung (англ.). RickLibrarian (27 апреля 2012).
- Book Excerpt: 'Lulu in the Sky' by Loung Ung (англ.). Asia Society (6 апреля 2012).

### Интервью
- Sharon May, Loung Ung. Surviving the Peace: An Interview with Loung Ung // In the Shadow of Angkor: Contemporary Writing from Cambodia. — University of Hawaii Press, 2004. — P. 49-53. — 236 p. — ISBN 0-82-482849-6.
- Jim Russell. Interview With Loung Ung (англ.). asiaXpress.com. Архивировано 28 сентября 2011 года.
- Liane Hansen. 'Lucky Child' Details Flight from Khmer Rouge (англ.). National Public Radio (8 мая 2005). Архивировано 29 сентября 2015 года.
- Melissa Block. Khmer Rouge Convictions Offer Small Solace For Cambodian Victims (англ.). National Public Radio (7 августа 2014).
- Cecily Kamps. Interview: Genocide Survivor Loung Ung Reclaims Life, and Light, in New Memoir (англ.). Asia Society (18 апреля 2012). Архивировано 23 мая 2015 года.
- Loung Ung. How I survived the Khmer Rouge: Cambodian activist Loung Ung (англ.). South China Morning Post (6 декабря 2015). Архивировано 5 декабря 2015 года.